# Azuli Records
Azuli Records is een Brits platenlabel, gericht op dancemuziek. Het label werd in 1991 en streeft een positie als kwaliteitslabel na, zonder daarbij de commercie te schuwen. Ook heeft het label enkele compilatieseries uitgebracht zoals Choice, Another late night en Space tranquil.

## Geschiedenis
Het label werd in 1991 opgericht door Dave Piccioni. De eerste plaat was Inner fantasy (1991) van Chocolate fudge. Vanaf dat moment verschenen er met regelmaat singles op het label. Een van de ontdekkingen van Azuli was producer Romanthony die er doorbrak met Falling From Grace (1993). De grote doorbraak van het label kwam in 1998 toen David Morales het nummer Needin' U uitbracht op Azuli. Daarna waren er nog een paar hits zoals Rise van Soul Providers en Pasilda van Afro Medusa. Vanaf 2004 werd er bij de singles onderscheid gemaakt tussen Azuli Black en Azuli Silver, naar de kleur van de platenhoes. Silver stond voor het vertrouwde geluid en Black bracht een donkerder geluid. De single The Creeps van The Freaks werd een hit van de black-serie. In 2009 werd het label gedeeltelijk geliquideerd, waarna het werd herstart door Piccioni. Twee jaar later werd Azuli overgenomen door Defected Records.

## Verzamelalbums
In 2001 werd de serie Another Late Night opgestart. Fila Brazillia maakte de eerste aflevering. Later zouden ook Zero 7, Groove Armada, Jamiroquai en Air. In 2003 werd de serie omgedoopt in Late Night Tales. De serie werd door de pers zeer goed ontvangen. Een blad noemde het in 2001 de Rolls Royce onder de compilatiealbums. In de latere jaren werden ook rockbands gevraagd voor het maken van afleveringen. Dit werden bands als Snow Patrol en The Flaming Lips.
Na 2001 lag de focus van Azuli steeds meer op de promotie van compilatiealbums, hoewel er ook singles bleven verschijnen. Een andere goedlopende serie werd Choice die in 2000 werd gestart. Hierop verzamelden DJ-veteranen als Frankie Knuckles, Jeff Mills en Roger Sanchez de tracks die hen inspireerden. Minder bekend werd de serie Space tranquil waarvan A Man Called Adam in 2005 het eerste deel maakte. Daarnaast werden er nog diverse andere compilaties uitgebracht, waaronder een jaarlijkse compilatie van de Miami Winter Music Conference. 

## Overname door Defected
In het voorjaar van 2009 ging Azuli Records failliet. Er werd wel een doorstart gemaakt, waarbij grote delen van de rechten verkocht werden aan Phoenix Music International. Het label werd overgenomen door Defected Records. Als A&R-manager trad de Nederlandse Ricky Rivaro aan. Dave Piccioni bleef echter een belangrijke rol spelen binnen Azuli. 

## Sublabels
- Anodyne
- Azuli Black
- Azuli Distribution
- Azuli Silver
- Cactus Records
- Disco State
- Ethos Mama Records
- Flavor Records
- Interstate Records
- Luxury Service
- Paramodo Records
- Planet Records
- Yola Records

## Artiesten die werk uitbrachten op Azuli
- Romanthony
- David Morales
- Kathy Brown
- Bini & Martini
- Lenny Fontana
- Ian Carey
- Darryl Pandy
- DJ Spen
- Jestofunk
- Joey Negro
- Robbie Rivera
- D. Ramirez
- Thelma Houston
- Chicken Lips
- Sandy Rivera

## Artiestenalbums die uitgebracht zijn op Azuli
- Romanthony - Romanworld 1996

## Bekende platen van Azuli
- Romanthony - Falling From Grace 1993
- David Morales - Needin' U 1998
- Eclipse - Makes me love you 1999
- Gambafreaks - Down down down 1999
- Soul Providers - Rise 2000
- MoCa - Higher 2000
- Afro Medusa - Pasilda 2000
- Goodfellas - Soul Heaven 2001
- Chicken Lips - He not in 2002
- The Freaks - The Creeps 2004

## Verzamelreeksen

### Another late night / Late night tales
- Another late night: Fila Brazillia 2001
- Another late night: Howie B 2001
- Another late night: Rae & Christian 2001
- Another late night: Zero 7 2002
- Another late night: Tomy Guerrero 2002
- Another late night: Kid Loco 2003
- Late night tales: Nightmares On Wax 2003
- Late night tales: Sly & Robbie 2003
- Late night tales: Jamiroquai 2003
- Another fine mess: FC Kahuna 2003
- Late night tales: Turin Brakes 2004
- Late night tales: Four Tet 2004
- Another fine mess: Fila Brazillia 2004
- Late night tales: The Flaming Lips 2005
- Late night tales: Belle & Sebastian 2006
- Late night tales: Air 2006
- Late night tales: David Shrigley 2006
- Late night tales: Nouvelle Vague 2007
- Late night tales: Lindstrøm 2007
- Late night tales: Fatboy Slim 2007
- Late night tales: Groove Armada 2008
- Late night tales: Matt Helders 2008
- Late night tales: Snow Patrol 2009
- Late night tales: The Cinematic Orchestra 2010
- Late night tales: Midlake 2011
- Late night tales: Trentemøller 2011
- Late night tales: MGMT 2011
- Late night tales: Belle & Sebastian (volume 2) 2012
- Late night tales: Tom Findlay 2012
- Late night tales: Friendly Fires 2012
- Late night tales: Bill Brewster 2013
- Late night tales: Röyksopp 2013
- Late night tales: Rae & Christian (Mercury rising) 2013
- Late night tales: Bonobo 2013
- Late night tales: Django Django 2014

### Choice
- Frankie Knuckles - Choice - A Collection Of Classics 2007
- François K - Choice - A Collection Of Classics 2002
- Danny Tenaglia - Choice - A Collection Of Classics 2003
- Tony Humphries - Choice - A Collection Of Classics 2003
- Derrick Carter - Choice - A Collection Of Classics 2003
- Louie Vega - Choice - A Collection Of Classics 2004
- Jeff Mills - Choice - A Collection Of Classics 2004
- X-Press 2 - Choice - A Collection Of Classics 2004
- John Digweed - Choice - A Collection Of Classics 2005
- Danny Howells - Choice - A Collection Of Classics 2006
- Kenny Dope - Choice - A Collection Of Classics 2006
- Roger Sanchez - Choice - A Collection Of Classics 2007